# Kanton Corcieux
Der Kanton Corcieux war bis 2015 ein französischer Wahlkreis im Arrondissement Saint-Dié-des-Vosges, im Département Vosges und in der Region Lothringen; sein Hauptort war Corcieux. Letzter Vertreter im Generalrat des Départements war von 1988 bis 2015 Guy Martinache (zunächst DVD, jetzt UMP). 

## Lage
Der Kanton lag im Osten des Départements Vosges. 

Lage des Kantons Corcieux innerhalb des Arrondissements Saint-Dié-des-Vosges
Lage des Kantons Corcieux innerhalb des Départements Vosges

## Gemeinden
Der Kanton bestand aus 13 Gemeinden:
| Gemeinde                    | Einwohner Jahr | Fläche km² | Bevölkerungsdichte | Code INSEE | Postleitzahl |
| --------------------------- | -------------- | ---------- | ------------------ | ---------- | ------------ |
| Arrentès-de-Corcieux        | 177 (2013)     | 17         | 10 Einw./km²       | 88014      | 88430        |
| Aumontzey                   | 481 (2013)     | 3,37       | 143 Einw./km²      | 88018      | 88640        |
| Barbey-Seroux               | 140 (2013)     | 7,32       | 19 Einw./km²       | 88035      | 88640        |
| Champdray                   | 163 (2013)     | 9,49       | 17 Einw./km²       | 88085      | 88640        |
| La Chapelle-devant-Bruyères | 627 (2013)     | 20,23      | 31 Einw./km²       | 88089      | 88600        |
| Corcieux                    | 1.597 (2013)   | 17,4       | 92 Einw./km²       | 88115      | 88430        |
| Gerbépal                    | 576 (2013)     | 19,18      | 30 Einw./km²       | 88198      | 88430        |
| Granges-sur-Vologne         | 2.251 (2013)   | 29,64      | 76 Einw./km²       | 88218      | 88640        |
| Herpelmont                  | 271 (2013)     | 5,58       | 49 Einw./km²       | 88240      | 88600        |
| La Houssière                | 593 (2013)     | 19,54      | 30 Einw./km²       | 88244      | 88430        |
| Jussarupt                   | 270 (2013)     | 6,57       | 41 Einw./km²       | 88256      | 88640        |
| Rehaupal                    | 197 (2013)     | 4,72       | 42 Einw./km²       | 88380      | 88640        |
| Vienville                   | 128 (2013)     | 3,38       | 38 Einw./km²       | 88505      | 88430        |

## Bevölkerungsentwicklung
| 1962  | 1968  | 1975  | 1982  | 1990  | 1999  | 2006  | 2012  |
| ----- | ----- | ----- | ----- | ----- | ----- | ----- | ----- |
| 8.193 | 7.862 | 7.990 | 8.054 | 7.611 | 7.488 | 7.483 | 7.523 |